# 二塚駅
二塚駅（ふたつかえき）は、富山県高岡市二塚にある西日本旅客鉄道（JR西日本）城端線の駅である。

## 歴史
- 1899年（明治32年）4月3日：中越鉄道の高岡駅 - 戸出駅間に二塚駅（初代）が開業する[1][2]。
- 1902年（明治35年）
  - 5月14日：中越鉄道が二塚及び高儀両停車場の廃止届出を行う[3][4]。
  - 5月15日：二塚駅（初代）を廃止する[5][6]。
- 1914年（大正3年）2月20日：中越鉄道の二塚簡易停車場として再開業し、旅客の取扱を開始する[1][7][8]。なお、二塚は「ふたづか」と訓ずる[7]。
- 1917年（大正6年）4月1日：二塚簡易停車場を二塚停留場とする[1]。
- 1920年（大正9年）9月1日：中越鉄道の国有化により、鉄道省（国鉄）中越線に移管[9]。同時に駅に昇格して二塚駅（2代目）となり、旅客、手荷物及び附随小荷物に限り取扱を開始する[9]。高岡駅長の管理下に属した[10]。
- 1921年（大正10年）5月20日：営業範囲を改正し、一般小荷物の取扱を開始する[11]。
- 1926年（大正15年）9月1日：営業範囲を改正し、小口扱貨物の取扱を開始する[12]。
- 1933年（昭和8年）7月2日：営業範囲を改正し、貸切扱貨物の取扱を開始する[13]。
- 1937年（昭和12年）3月20日：高岡駅長管理を解除し、独立した駅長を置く[10]。
- 1942年（昭和17年）8月1日：中越線の高岡駅 - 城端駅間が城端線に改称され、当駅もその所属となる[14][15]。
- 1956年（昭和31年）11月19日：当駅 - 戸出駅間に林駅が開業する[16]。
- 1957年（昭和32年）2月：砺波製紙（現・中越パルプ工業）二塚工場が操業開始する[17]。この頃工場への専用線が竣工する[18]。
- 1969年（昭和44年）10月1日：営業範囲を改正し、手荷物及び小荷物の配達取扱を廃する[19]。
- 1970年（昭和45年）10月1日：営業範囲を改正し、旅客、手荷物、小荷物及び専用線発着車扱貨物を取扱う駅となる[20]。
- 1974年（昭和49年）10月1日：営業範囲を改正し、旅客、荷物及び専用線発着車扱貨物を取扱う駅となる[21]。
- 1984年（昭和59年）2月1日：営業範囲を改正し、荷物の取扱を廃止する[22]。
- 1987年（昭和62年）4月1日：国鉄分割民営化により、西日本旅客鉄道（JR西日本）および日本貨物鉄道（JR貨物）の駅となる[1]。貨物は専用線発着車扱貨物を取扱う[1]。
- 1994年（平成6年）12月3日：営業範囲を改正し、専用線発着コンテナ貨物及び車扱貨物を取扱う駅となる[1]。
- 1996年（平成8年）3月16日：営業範囲を改正し、専用線発着車扱貨物の取扱を廃止する[1]。
- 2015年（平成27年）
  - 3月14日：当駅 - 高岡駅間に新高岡駅が開業する[23]。また、当駅発着の貨物列車が臨時列車となる[24]。
  - 9月30日：当駅接続専用線の運用を休止する[18]。
  - 10月1日：貨物取扱の休止に伴い無人駅となる[25]。
- 2017年（平成29年）4月1日：JR貨物の駅が廃止され、貨物取扱が正式に終了[26]。

## 駅構造
単式ホーム1面1線と島式ホーム1面2線、合計2面3線のホームを持ち列車交換が可能な地上駅である。木造駅舎を有する。また、中越パルプ工業二塚工場への専用線が分岐していた。
当駅は北陸広域鉄道部の管理下にある。かつては日本貨物鉄道（JR貨物）が駅業務を請負う業務委託駅であったが、貨物取扱の休止に伴い、2015年（平成27年）10月1日より無人駅となった。開業以来の木造駅舎が使用されており、構内には跨線橋が設置されている。

### のりば
| ホーム | 路線    | 方向 | 行先     |
| ------ | ------- | ---- | -------- |
| 駅舎側 | ■城端線 | 下り | 城端方面 |
| 反対側 | ■城端線 | 上り | 高岡方面 |

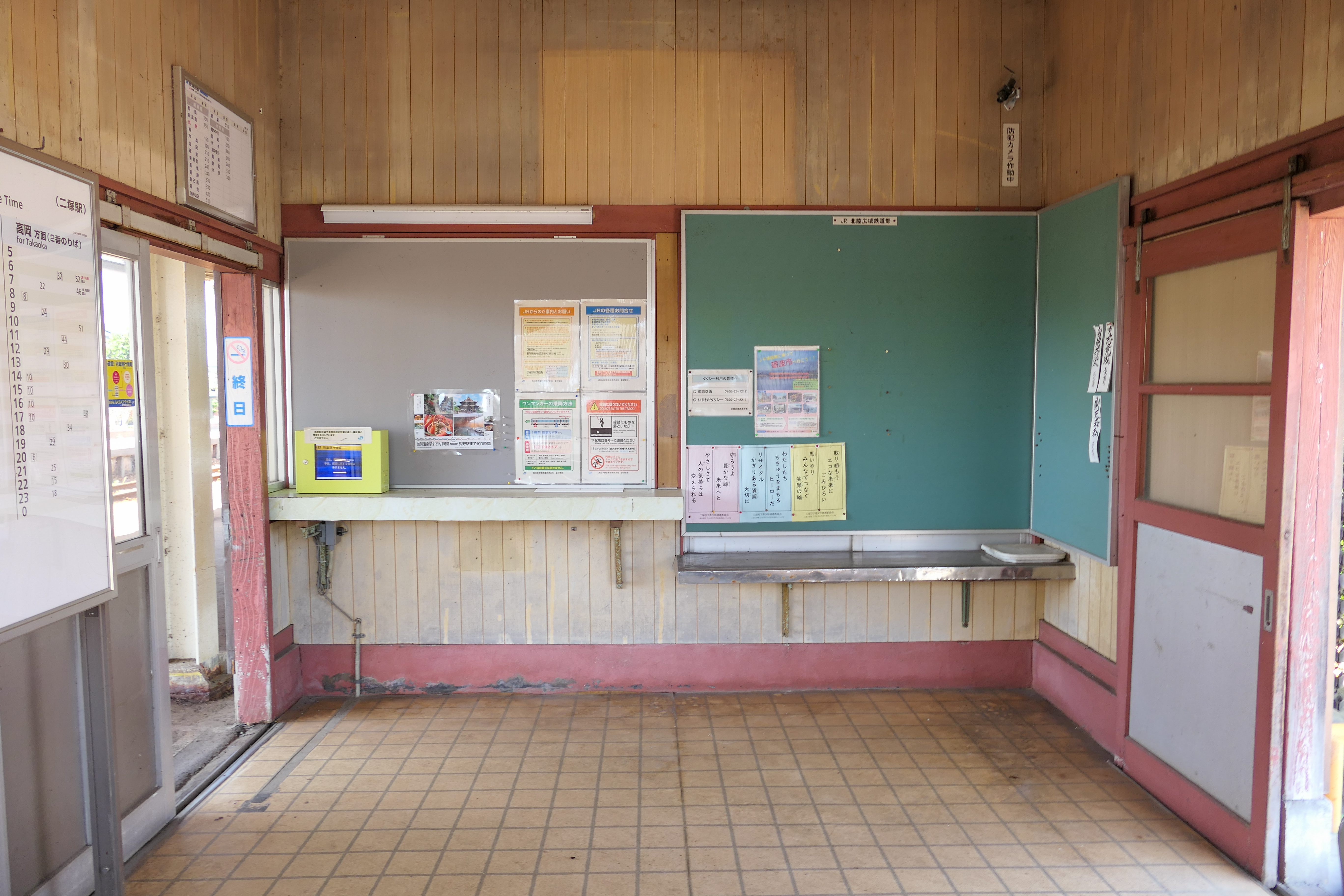
駅舎内部
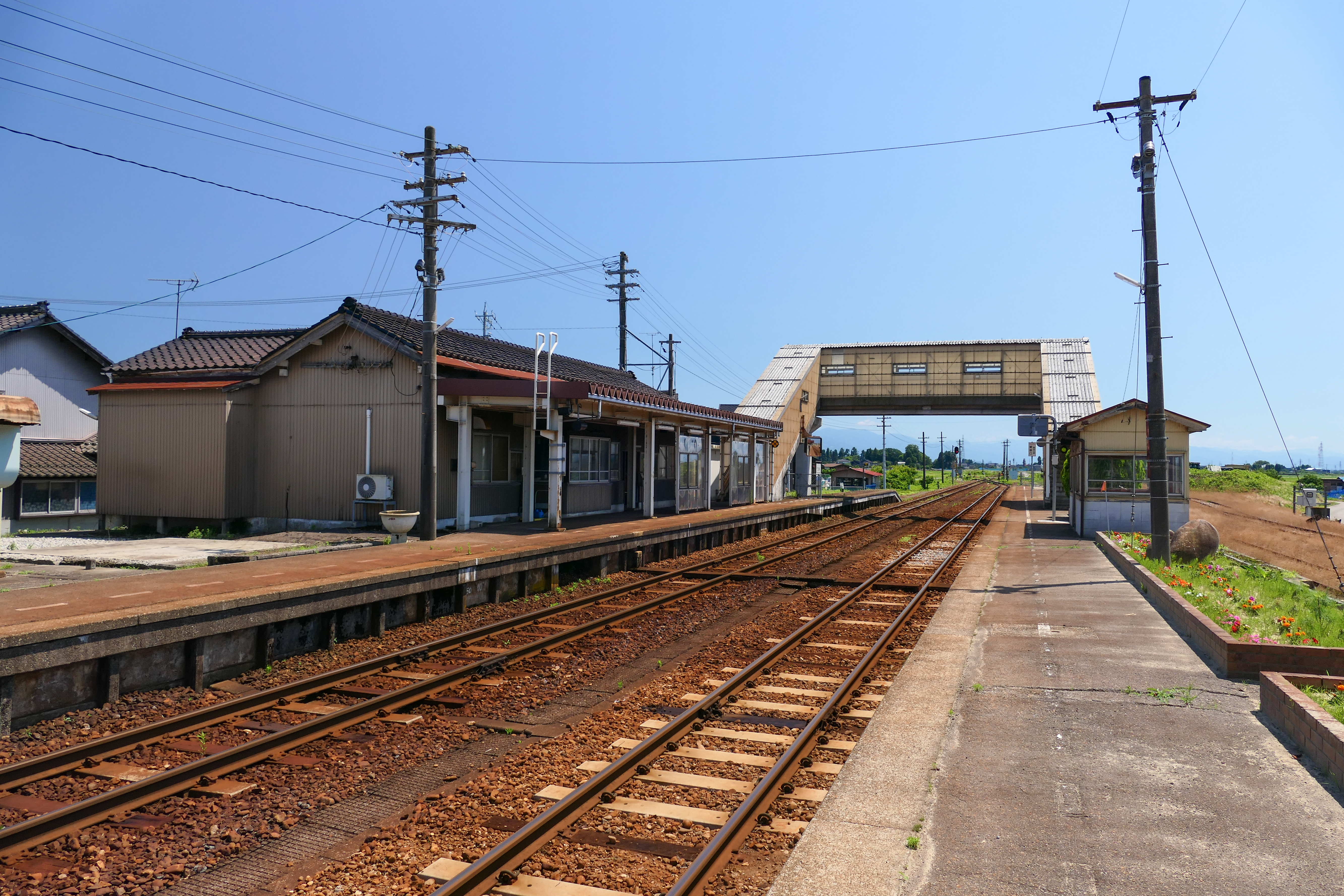
ホーム

## 貨物取扱

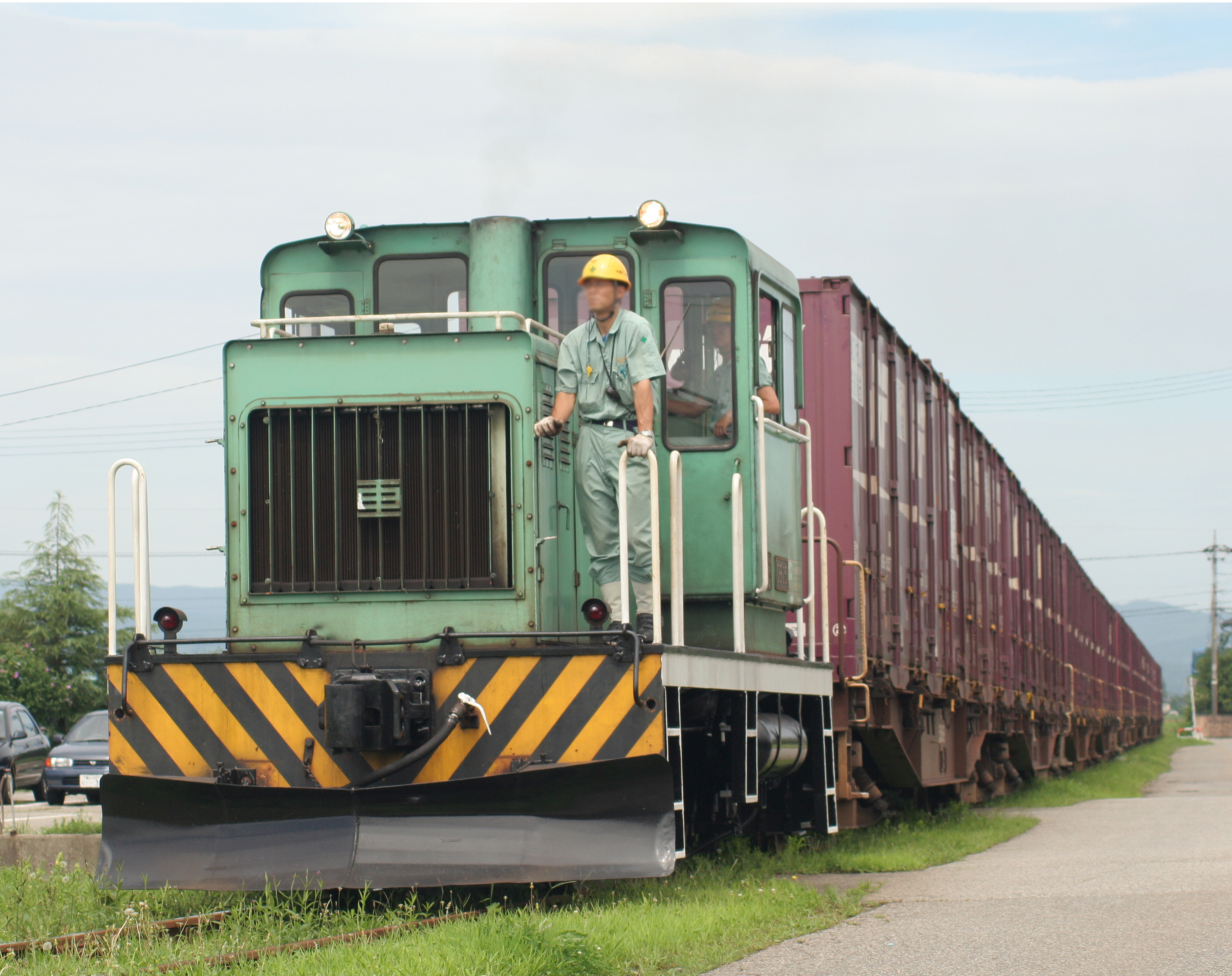
駅から工場へ向かう貨物列車（2009年8月）

2017年4月1日までは日本貨物鉄道（JR貨物）の貨物駅でもあった。当駅における取扱貨物は、専用線発着コンテナ貨物であった。
当駅から庄川に面する中越パルプ工業二塚工場までは、全長1.4 kmの専用線が続いており、2015年（平成27年）9月30日まで主に同社より新聞用紙が運搬されていた。2015年（平成27年）のダイヤ改正以降、当駅発着の貨物列車の列車番号は、臨時列車に割り当てられる9000番台に変更されており、鉄道貨物協会『貨物時刻表』には運行時刻が掲載されなくなっていた。中越パルプ工業二塚工場への専用線は、同年9月30日午前8時30分頃に同工場を出発し、当駅で貨車を切り離した後、9時30分頃に機関車が当駅から工場へ折返したのを以て貨物列車の発着を休止し、貨物取扱は高岡貨物駅に移管された。なお最終列車は10両編成であった。なお、当駅までのJR貨物の第二種鉄道事業免許も、2017年4月1日付で正式に廃止された。
1967年（昭和42年）7月1日現在における当駅接続の専用線は以下の通りであった。
- 砺波製紙線（第三者使用：日本通運及び中越運送、動力：私有機関車、作業粁程：1.4粁）

1970年（昭和45年）10月1日現在における当駅接続の専用線は以下の通りであった。
- 礪波製紙線（通運事業者：日本通運及び中越運送、動力：私有機関車、作業粁程：1.4粁、総延長粁程：2.5粁）
- 大門土石線（動力：私有機関車、作業粁程：0.1粁、総延長粁程：0.2粁、備考：国鉄側線）

## 利用状況
「富山県統計年鑑」と「高岡市統計書」によると、近年の1日平均乗車人員は以下の通り。
| 年度   | 1日平均 乗車人員 |
| ------ | ---------------- |
| 1995年 | 142              |
| 1996年 | 138              |
| 1997年 | 118              |
| 1998年 | 115              |
| 1999年 | 95               |
| 2000年 | 93               |
| 2001年 | 71               |
| 2002年 | 68               |
| 2003年 | 62               |
| 2004年 | 66               |
| 2005年 | 64               |
| 2006年 | 70               |
| 2007年 | 66               |
| 2008年 | 70               |
| 2009年 | 59               |
| 2010年 | 54               |
| 2011年 | 54               |
| 2012年 | 58               |
| 2013年 | 60               |
| 2014年 | 56               |
| 2015年 | 41               |
| 2016年 | 40               |
| 2017年 | 38               |
| 2018年 | 38               |
| 2019年 | 38               |

## 駅周辺
- 高岡市立二塚小学校
- 恒性皇子之墓
- 高岡スポーツコア（総合運動公園）
- 駅南あずさ病院
- 中越パルプ工業二塚工場
- 庄川
- 済生会高岡病院
- 高岡市医師会看護専門学校
- 高岡おとぎの森公園
- ショウワノート本社

## 隣の駅
西日本旅客鉄道（JR西日本）
■城端線
新高岡駅 - 二塚駅 - 林駅